# Georg Ferdinand Forstner von Dambenoy

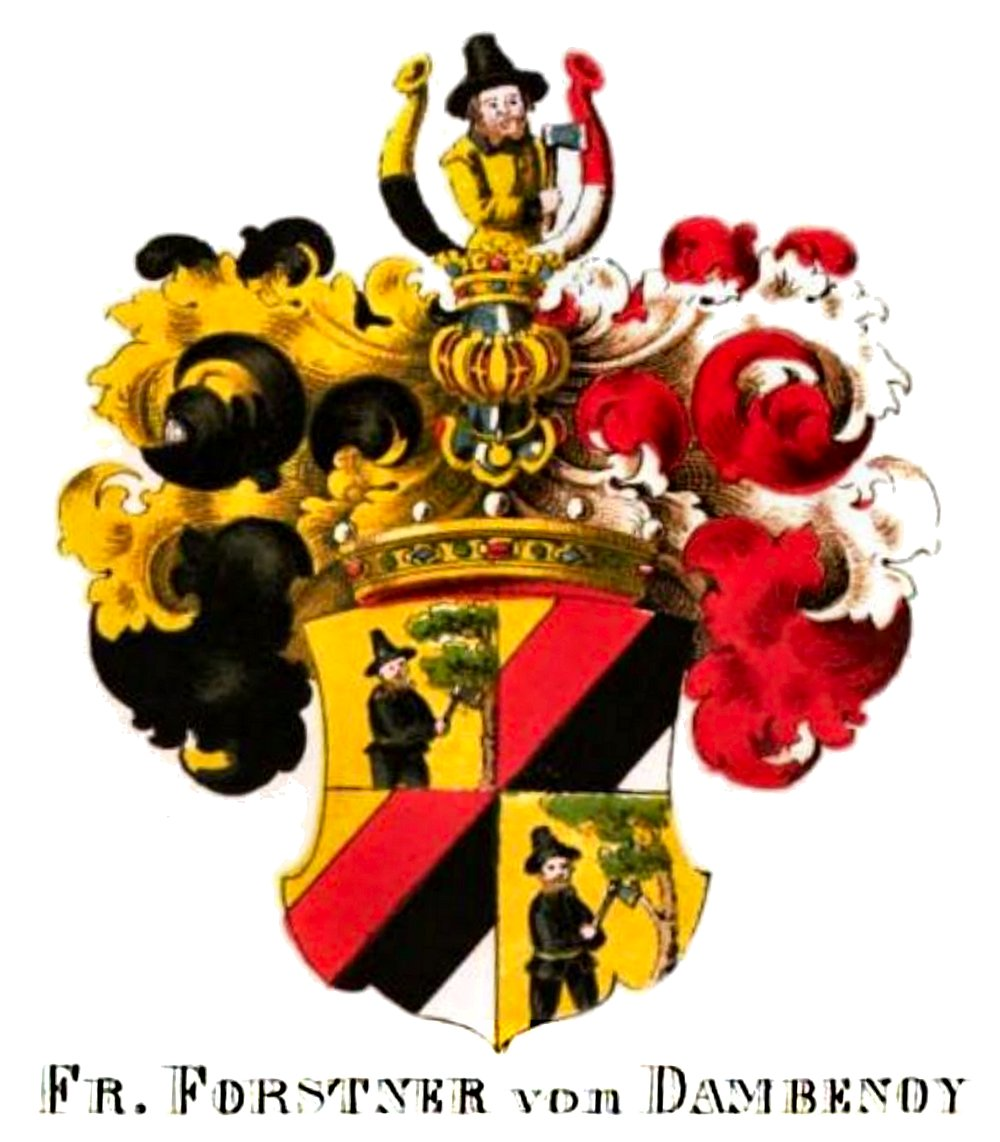
Wappen der Forstner von Dambenoy

Georg Ferdinand Forstner von Dambenoy (* 10. September 1764 in Ansbach; † 11. Oktober 1836 in Öhringen) war ein deutscher Besitzer einer Freien Standesherrschaft, Agrarschriftsteller, Abgeordneter der württembergischen Ständekammer und Professor der Staatswissenschaften an der Universität Tübingen.

## Leben
Seine Familie geht auf den Stammvater Christoph Forstner zurück, Kanzler der Grafschaft Württemberg-Mömpelgard, der den Prädikatsnamen von Dambenoy seinem Gut in Dambenois entlehnte.
Aufgewachsen in Ansbach und Gotha, studierte er in Jena 1784–1787, nach der Kavalierstour übernahm er 1790 das Gut Garnberg oberhalb von Künzelsau, warb Siedler an und richtete es als Mustergut ein. Verkauf des Dorfes 1803 an Friedrich Ludwig zu Hohenlohe-Ingelfingen, behielt das Schloss bis 1817. Abgeordneter des Oberamts Gerabronn in der Ständekammer 1815–1817 – in dieser Zeit u. a. Zusammenarbeit mit Georg Wilhelm Friedrich Hegel und Friedrich List. 1817 Berufung zum Professor der Staatswirtschaft an die Universität Tübingen, 1829 Pensionierung, Umzug nach Pfedelbach, dann nach Öhringen.

## Schriften (Auswahl)
- Fränkischer Haus- und Wirtschaftskalender auf die Jahre 1787–1802 (13 Jahrgänge) Schwabbach
- Ökonomische Skizzen, oder Dornen im Labyrinthe der heutigen Ökonomie. Schwabach 1788
- Einige Ideen über Landwirtschaft. Schwabach 1787
- Ein paar Worte über Viehseuchen. Marktbreit 1790
- Fränkische Unterhaltungen, zum Nutzen und Vergnügen, Erziehern, Liebhabern der Geschichte, und Freunden des Guten, in Städten und auf dem Lande gewidmet. 4 Bände. Schwabach 1790
- Physikalisch-ökonomische Beschreibung von Franken. 2 Bände. Schwabach, Leipzig 1791f.
- Denkmal der Erinnerung an die Verdienste Meyers um den erhöhten Flor der Landwirtschaft. Als eine Herbstblume auf sein Grab gelegt. Öhringen, Windsheim 1800
- Die Dreifelder- und Wechselwirtschaft, in ihrem wahren Werte dargestellt. Ulm 1819
- Leitfaden zum Vortrage der Landwirtschaftslehre, für seine Vorlesungen bearbeitet. Tübingen 1819.
- Landwirtschaftspolizei, ein Ding, das da sein sollte, und es nicht ist, und Domänenwirtschaft, ein Ding, welches nicht sein sollte, und doch ist. Tübingen 1819
- Freiheit des Grundeigentums, die Seele des Landbaues! An die loyalen und wohlwollenden Regierungen Deutschlands gerichtet. Tübingen 1820
- Der Landgeistliche als Landwirt. Tübingen 1822
- Gegenwärtiger Zustand der deutschen Landwirtschaft bei ihren dringendsten Bedürfnissen. An die loyalen und wohlwollenden Regierungen Deutschlands gerichtet. Tübingen 1829